# Ice Queen (JAG)
Ice Queen es el episodio 20 de la temporada 8 de JAG que sirvió como primera parte del piloto para su spin-off "NCIS".
Emitido por la cadena CBS el día 22 de abril de 2003 a las 8:00 PM.

## Sinopsis
Mientras buscaba su flecha perdida, un joven Scout encuentra un cuerpo gravemente deteriorado en una pequeña área del Parque Potomac. El equipo de NCIS investigan la escena del crimen y pronto descubren que la víctima es una mujer oficial de Marina asociada anteriormente con la oficina de JAG: Justicia Militar. NCIS entonces comienza su búsqueda de un sospechoso potencial y uno de los miembros del equipo de JAG emerge como el principal sospechoso. Al abordar el caso, NCIS también intenta romper a un posible terrorista que puede tener información clave en cuanto a un próximo ataque terrorista.

## Recepción
Este episodio tuvo una recepción buena del público estadounidense en su noche de estreno con 13.84 millones de espectadores.